# Chaves (Portogallo)
Chaves (pronuncia portoghese [ˈʃavɨʃ]) è un comune portoghese di 43 667 abitanti situato nel distretto di Vila Real.
È il centro principale del Tâmega, il fiume che l'attraversa la regione dell'Alto Trás-os-Montes. Nota stazione termale di acque calde bicarbonate, era già conosciuta dai Romani che la chiamavano Aquae Flaviae. Fu conquistata dagli Arabi e riconquistata dai cristiani nel 1160. Divenne poi un'importante fortezza che fu cinta da bastioni nel XVI secolo. Attualmente, nelle sue vicinanze, sono sfruttate alcune miniere di tungsteno.

## Monumenti e luoghi d'interesse
- Ponte romano: fu eretto sul Tâmega all'epoca di Traiano, misura 140 m e ha 12 archi alti 6 m; al centro del ponte sono due stele miliari romane ben conservate.
- São João de Deus: chiesa barocca a pianta centrale con cupola.
- Castello: è un alto torrione a pianta quadrata con merli e torricine del sec. XV. Al suo interno si trova il Museu Militar con collezioni di armi e armature antiche e sale dedicate alla prima guerra mondiale e alle guerre coloniali.
- Museo archeologico ed etnografico con reperti romani, tra cui una delle colonne superstiti dell'antico ponte, testimonianze preistoriche ed attrezzi contadini o di artigianato locale.
- Misericordia: chiesa barocca del 1743 con l'interno rivestito di azulejos.

## Specialità gastronomiche

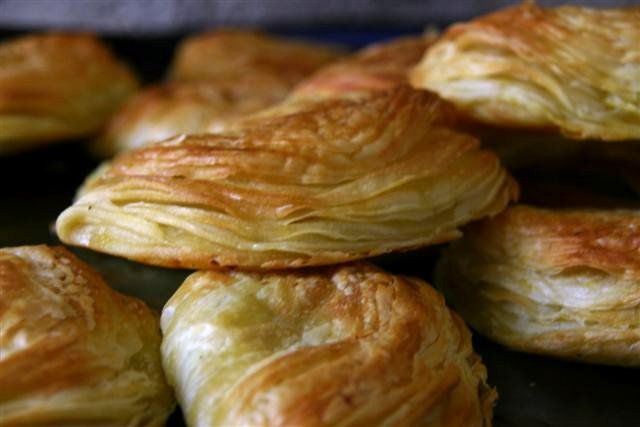
specialità di Chaves "pastel"
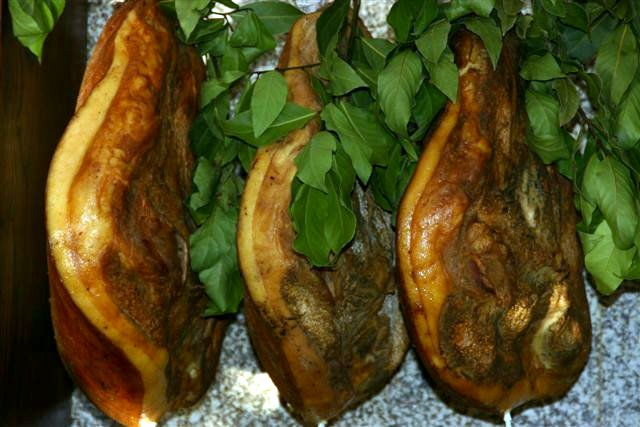
prosciutto di Chaves
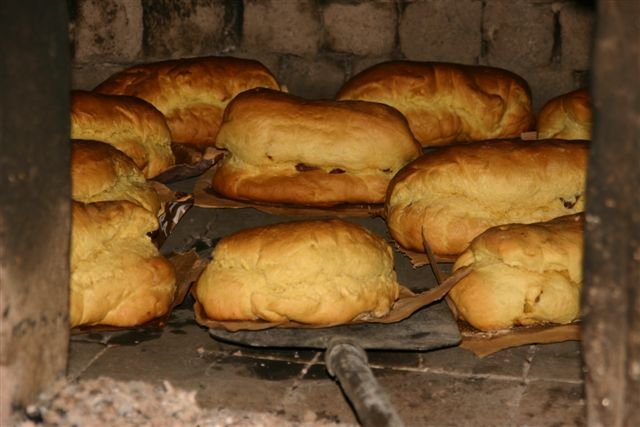
"Folar" di Chaves
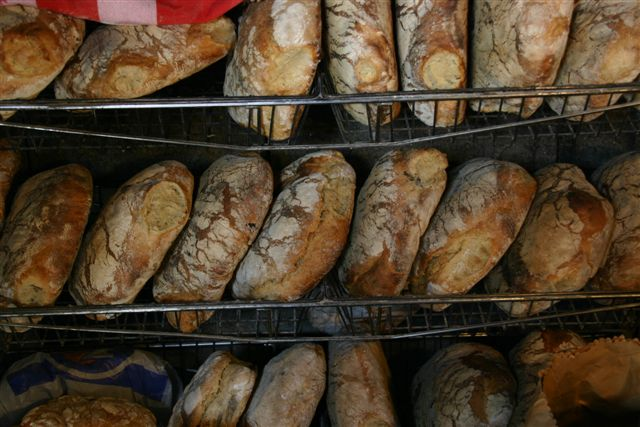
pane di segale

## Dintorni
- Vila Pouca de Agular paese fra castagneti e querceti con le rovine dell'antica fortezza medioevale di Agular e, nelle vicinanze, l'area archeologica con i "dolmen de Alvão".
- Outeiro Seco con chiesa romanica
- Outeiro Machado enorme roccione con incisioni d'epoca neolitica che lo ricoprono interamente.

## Società

### Evoluzione demografica
| Popolazione di Chaves (1801 – 2006) | Popolazione di Chaves (1801 – 2006) | Popolazione di Chaves (1801 – 2006) | Popolazione di Chaves (1801 – 2006) | Popolazione di Chaves (1801 – 2006) | Popolazione di Chaves (1801 – 2006) | Popolazione di Chaves (1801 – 2006) | Popolazione di Chaves (1801 – 2006) | Popolazione di Chaves (1801 – 2006) |       |
| ----------------------------------- | ----------------------------------- | ----------------------------------- | ----------------------------------- | ----------------------------------- | ----------------------------------- | ----------------------------------- | ----------------------------------- | ----------------------------------- | ----- |
| 1801                                | 1849                                | 1864                                | 1900                                | 1930                                | 1960                                | 1981                                | 1991                                | 2001                                | 2006  |
| 31651                               | 17356                               | 31815                               | 36781                               | 40702                               | 57243                               | 45883                               | 40940                               | 43667                               | 44186 |

## Freguesias
| - Águas Frias - Anelhe - Arcossó - Bobadela - Bustelo - Calvão - Cela - Cimo de Vila de Castanheira - Curalha - Eiras - Ervededo - Faiões - Lama de Arcos - Loivos - Madalena - Mairos - Moreiras - Nogueira da Montanha - Oucidres - Oura - Outeiro Seco - Paradela - Póvoa de Agrações - Redondelo - Roriz | - Samaiões - Sanfins - Sanjurge - Santa Leocádia - Santa Maria Maior - Santo António de Monforte - Santo Estêvão - São Julião de Montenegro - São Pedro de Agostém - São Vicente - Seara Velha - Selhariz - Soutelinho da Raia - Soutelo - Travanca - Tronco - Vale de Anta - Vidago - Vila Verde da Raia - Vilar de Nantes - Vilarelho da Raia - Vilarinho das Paranheiras - Vilas Boas - Vilela Seca - Vilela do Tâmega |